# カリプソ号
カリプソ（Calypso）はジャック＝イヴ・クストーが海洋調査に用いた海洋調査船である。
カリプソは当初、木製の掃海艇として英国海軍によって米国のワシントン州のBallard Marine Railway Company で建造された。BYMS級掃海艇で1941年8月12日に進水、1942年3月21日、BYMS級掃海艇26番艇として艤装された。1943年2月、イギリス海軍で「J-826」として就役、地中海において運用、1947年退役した。その後海洋調査船として改造されその後、退役、1996年に沈没して同年、引き上げられた。2009年に改装された。名前はギリシャ神話のカリュプソーに由来する。

## 第二次世界大戦 イギリス掃海艇 (1941–1947)
カリプソは木製の掃海艇としてワシントン州シアトルのバラード社でイギリス海軍の掃海艇として建造された。オレゴンの松で出来ている。
BYMS級掃海艇として1941年8月12日に船台から出て、1942年3月21日にBYMS-26として進水した。イギリス海軍で1943年2月にHMS J-826として就役して主に地中海で任務に就いた。1944年にBYMS-2026として再分類され1947年にマルタ島で退役した。

## マルタから回航 (1947–1950)
第二次世界大戦後、マルタからゴゾ島まで回航され、船名がニンフのカリプソに因んで変えられた。

## ジャック＝イヴ・クストーのカリプソ (1950–1997)
アイルランドの資産家で国会議員のLoel Guinnessが1950年にカリプソを買い取り、クストーに象徴的に1年あたり1フランで貸し出した。クストーは映画撮影と海洋調査の為に修理して調査船であると同時に潜水支援船に改造した。
カリプソは様々な装置が搭載された。クストーが開発したSP-350潜水艇や水中スクーターである。船首には喫水線下3mに観測室を備え、科学装置とヘリコプター降着場所を備えた。カリプソ水中カメラの名前はこの船に因む。

### カリプソ沈没 (1996) とクストーの死 (1997)
1996年、1月8日、シンガポールの港でカリプソに艀が衝突して沈没した。1月16日230フィートのクレーンで引き上げられ、補修され造船所に送られる前に排水された。
次の年、1997年6月25日ジャック＝イヴ・クストーは亡くなった。

## 復元 (1997–現在)

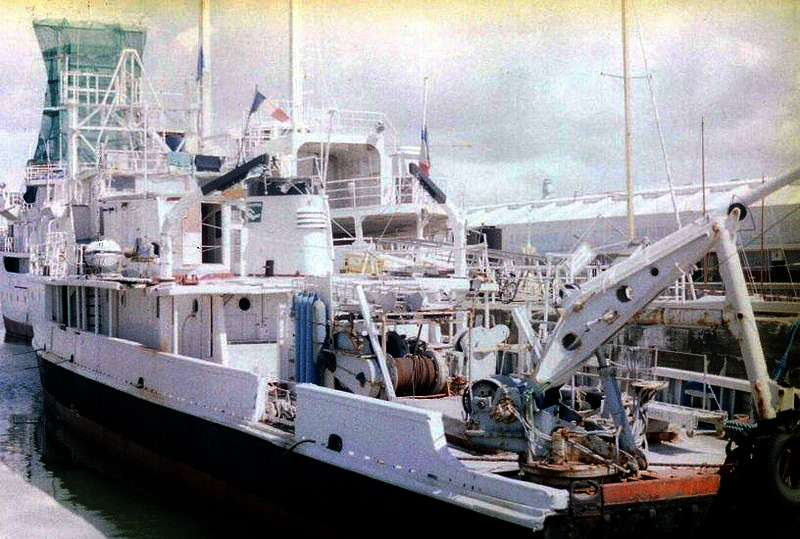
Calypso ラ・ロシェルにて

カリプソはフランスのマルセイユまで曳航され2年間放置された。 1998年にラ・ロシェルの海洋博物館に曳航され、展示された。法律上や他の要因により復元の開始は遅れた。フランシーヌ・クストーが復元を監督した。フランシー・ヌクストー、ジャック・クストーの未亡人と、元の購入者の孫であるLoel Guinnessの間に紛争が生まれた。
ロシェル市長によってこの紛争が発見された時、復元の為の資金の拠出は躊躇われ、不確実なものとなった。市長はその後亡くなり、ルシェル市は復元の費用の拠出を打ち切った。カリプソは破損した状態で残った。
2002年、クストーの最初の結婚の孫娘のアレクサンドラが復元に関わった。クストー学会はまだフランシス・クストーの支配下にあったが千数百ドルがフランシスによって排他的な名前の使用とアレクサンドラがカリプソの修復に参加するのを防ぐ為に費やされたと伝えられる。
2003年、7月にラ・ロシェル海洋博物館の館長のPatrick Schneppが復元の状態に不満を表した。: "なにもかも私を落胆させる、壊れていない物はすべて腐っていて腐っていないものは壊れている。" ガーディアン紙はクストーは船をIle de Réまで曳航してそこで沈める事を想定していたが認められなかったと報告している。
2004年11月30日カリプソはLoel Guinnessによって象徴的に数ユーロでカーニバルクルーズラインへ売却されたと報告された。カーニバル社は1.3百万ドルを修復に投資してバハマで博物館船とする可能性が高い。
2006年末、大半の機材が上部デッキから除去され風雪から守られない。この歴史的な船の行き先は不鮮明だった。
2007年10月11日コンカルノーへの移送が始まった。Piriou造船所で修復され永久展示に向け改造される。
2008年10月4日スイスの時計メーカーのIWC Schaffhausenが売り上げをカリプソの復元に充当する新しい高級クロノグラフを発売した。
2009年にクストー学会はフランシス・クストーが現在ブリタニーのPiriou造船所で復元しているカリプソは"海と海洋の大使"であると報告している。 修復が完了したカリプソは自力航行できる"大使"になるだろう。
フランシス・クストーの不払いによりカリプソの修復作業は2009年2月に止まった。コンカルノーのPiriou Naval Servicesは€850 000の債務を負っており、総額€1 737 000が費やされた。現在船は造船所の格納庫に保管されている。
2010年6月、BBCはカリプソはクストーの100歳の誕生日に再進水したと報告した。

## 参考
- HMS Calypso for the Royal Navy ships of the same name.GunZSolder FrontRuneScape.com
- デンマークのビリングボート社から模型が発売されている。